# Peníscola Futbol Sala
El Peníscola Futbol Sala o Castell de Peníscola és un club de futbol sala de la ciutat valenciana de Peníscola (Baix Maestrat) fundat l'any 2000. Actualment (temporada 2013/2014) milita en Primera Divisió de la Lliga espanyola de futbol sala, i compta amb secció juvenil i filial.
Després de diverses temporades per les diferents divisions inferiors valencianes del futbol sala, a la campanya 09/10 aconsegueix proclamar-se campió del grup 14 de Primera Autonòmica, la qual cosa suposa el debut a Primera Divisió A, el tercer esglaó d'aquest esport a nivell espanyol, i el 2011-12 van aconseguir l'ascens a segona divisió, moment en què es passà a jugar a Benicarló per manca d'homologació del pavelló de Peníscola, i la temporada següent ascendiren a Primera Divisió de la LNFS. El 2015 va disputar per primera vegada les sèries finals pel títol de la Lliga Nacional de Futbol Sala, en quedar entre els huit millors equips de la lliga.

## Palmarés[9]
- Temporada 2006-2007: Campió de Lliga 1a Divisió Provincial de Castelló, Ascens a 1a Divisió Nacional “B”.
- Temporada 2008-2009: Campió de Lliga Provincial de Castelló.
- Temporada 2009-2010: Campió de 1a Divisió Nacional “B”, ascens a 1a Divisió Nacional “A”.
- Temporada 2011-2012: Ascens a 2a Divisió de la LNFS.
- Temporada 2012-2013: Ascens a 1a Divisió de la LNFS.